# الجماعات المتخيلة
الجماعات المتخيلة: تأملات في أصل القومية وانتشارها (بالإنجليزية: Imagined Communities: Reflections on the Origin and Spread of Nationalism)‏ هو كتاب لبينديكت أندرسون حول تطور الشعور الوطني في فترات زمنية مختلفة وعبر جغرافيات متنوعة في جميع أنحاء العالم. وقدم مصطلح "الجماعات المتخيلة" كوصف للمجموعة الاجتماعية - خصوصاً الأمم - ومنذ ذلك الحين أصبح هذا المصطلح جزءاً من الاستخدام القياسي في مختلف مجالات العلوم السياسية والاجتماعية. نُشر الكتاب لأول مرة عام 1983، وأعيد نشره مع فصول إضافية في عام 1991، ونشرت نسخة مراجعة إضافية في عام 2006.
يعتبر الكتاب مؤثرًا على نطاق واسع في العلوم الاجتماعية، حيث وصف إريك جي زويلو الكتاب بأنه "ربما يكون الكتاب الأكثر قراءة عن القومية ". إنه من بين أكثر 10 منشورات يستشهد بها في العلوم الاجتماعية.
وقد نقله المترجم ثائر ديب إلى العربية ونشره المركز العربي للأبحاث ودراسة السياسات.

## جدل تاريخي
وفقًا لنظرية أندرسون عن الجماعات المتخيلة، فإن الأسباب التاريخية الرئيسية للقومية تشمل:
- الأهمية المتزايدة للقراءة والكتابة الشعبية في اللغة الأم،
- الحركة الهادفة إلى إلغاء فكرة الحكم بواسطة الحق الإلهي والملكية الوراثية ("ولد هذا المفهوم في عصر قيام النهضة والثورة التي دمرت شرعية النظام الديني الهرمي الذي يحكمه الأسر الإلهية..[تحلم الأمم بالحرية..والرمز والشعار لهذه الحرية هو الدولة السيادية.."، 1991، 7).
- وظهور الرأسمالية المطبعية ("تقارب الرأسمالية وتكنولوجيا الطباعة..تجسد توحيد التقويمات الوطنية والساعات واللغة في الكتب وإصدار الصحف اليومية")[6]

تزامنت كل هذه الظواهر مع بداية الثورة الصناعية.

## الأمة بوصفها جماعة مُتخيلة
بحسب أندرسون، الأمم هي بناء اجتماعي. وبالنسبة لأندرسون، فإن فكرة "الأمة" حديثة نسبياً وهي نتاج لقوى اجتماعية ومادية متعددة. وقد عرف الأمة عند أندرسون على أنها "مجتمع سياسي متصور - ويتصور على أنه محدود بطبيعته وذو سيادة".

كما يعبر أندرسون أن الأمة "متخيلة لأن أفراد أصغر الأمم لن يعرفوا معظم أعضائهم، أو يقابلوهم، أو حتى يسمعوا عنهم، ولكن في عقول كل عضو يعيش صورة من التآلف الذي يجمعهم". وبينما قد لا يعرف أفراد المجتمع بعضهم البعض وجهاً لوجه، إلا أنهم قد يمتلكون مصالح مشتركة أو يتعرفون على أنفسهم كجزء من نفس الأمة. يحمل الأعضاء في عقولهم صورة عقلانية لتماسكهم، فعلى سبيل المثال، الانتماء الوطني الذي يشعرون به أعضاء "المجتمع المُتخيل" عند مشاركتهم في حدث أكبر مثل الألعاب الأولمبية. والدول "محدودة" من حيث أن لها "حدودًا محدودة، وإن كانت مرنة، تقع بعدها الدول الأخرى". إنهم "ذوو سيادة" حيث لا يمكن لأي ملكية أن تطالب بالسلطة عليهم، في العصر الحديث:
ظهر مفهوم الأمة في عصر قيام النهضة والثورة التي دمرت شرعية النظام الديني الهرمي الذي يحكمه الأسر الإلهية. وجاء هذا المفهوم في مرحلة نضج تاريخ الإنسان، وفيها كان حتى أكثر الأتباع تفانياً لأي ديانة عالمية مواجهين بلا مفر تعددية تلك الديانات الحية، والاختلاف بين الادعاءات الأونتولوجية لكل ديانة وتوسعها الجغرافي. تحلم الأمم بالحرية، وإذا كانت تحت رحمة الله، فإنها تحلم بها بشكل مباشر. فمقياس ورمز هذه الحرية هو الدولة السيادية.

على الرغم من عدم احتمالية لقائنا بأي شخص في مجتمعنا المُتخيل، إلا أننا نعلم بوجودهم عن طريق وسائل الاتصال مثل الصحف. ويصف القراءة اليومية للصحيفة بأنها "احتفال جماعي":
"إنه يتكون بصمت في مجموعات في مكان خفي في أعماق الإنسان. ومع ذلك، يُدرك كل مشارك أن الاحتفال الذي يؤديه يكرر في الوقت نفسه من قبل الآلاف (أو الملايين) من الآخرين الذين يثق بوجودهم، ولكن ليس لديه أدنى فكرة عن هويتهم".
أخيرًا، الأمة هي مجتمع لأن:
بغض النظر عن العدالة الفعلية والاستغلال الذي قد يسود في كل بلد، فإن الأمة دائمًا ما تُصْوَر على أنها رفاقة عميقة وأفقية. في النهاية، فإن هذه الأخوة هي التي تجعل من الممكن، على مدى القرنين الماضيين، أن يموت الكثيرون، ليس بالقدر الأكبر لأجل قتل الآخرين، ولكن بشكل طوعي، من أجل هذه الخيالات المحدودة.

## النقد
كانت أول انتقادات كبيرة لنظرية أندرسون من قبل بارتا شاترجي، الذي يؤكد أن الاستعمار الأوروبي فرض بشكل فعلي حدوداً على القومية: "حتى خيالاتنا يجب أن تبقى مستعمرة إلى الأبد" (شاترجي، 1993: 5).
كان النقد الثاني هو رؤيتها الذكورية للقومية: "إن مصطلح الرفقة الأفقية [...] يجلب معه دلالات التضامن الذكوري" (ليندا ماكدويل، 1999: 195).
انتقد أدريان هاستينغز التفسيرات الحداثية لأندرسون ومؤرخ ماركسي آخر، إريك هوبسباوم، لتقييد ظهور القومية في الفترة الحديثة والقرن الثامن عشر باعتبارها تجاهلًا للمشاعر الوطنية في فترة القرون الوسطى وإطار التعايش الوطني في الكتاب المقدس واللاهوت المسيحي.

## أنظر أيضاً
- كتاب الأمم والقومية [الإنجليزية] لإرنست جيلنر ونظرية غيلنر عن القومية [الإنجليزية]
- الأمم والقومية منذ عام 1780: البرنامج والأسطورة والواقع واختراع التقاليد لإريك هوبسباوم

## روابط خارجية
- مراجعة لطبعة 2006 في London Review of Books، المجلد. 28 عدد 18 · 21 سبتمبر 2006، الصفحات 6-8
- نشرت مراجعة لطبعة 1983 من قبل أنتوني ريد، شؤون المحيط الهادئ، المجلد. 58، رقم 3 (خريف 1985)، ص. 497-499